# Трамвай Каменска-Уральского
Трамва́й Ка́менска-Ура́льского — недостроенная трамвайная система Каменска-Уральского, строительство которой было начато в 1949 году, но так никогда и не было завершено.

## История
Подъём экономики Каменска-Уральского в 1940-е годы вызвал необходимость налаживания в городе эффективной и экономичной системы, для обеспечения которой наилучшим вариантом был электротранспорт. В 1949 году началось строительство трамвайной сети.
Была проложена однопутная линия протяжённостью 8 километров, построена подстанция, подвешена контактная сеть. В город были доставлены 6 бывших в употреблении в других городах вагонов, с учётом пуска трамвайного движения был реконструирован пешеходный мост в конце ул. Бугарева.
Однако, когда трамвайная сеть была почти построена, власти города изменили своё решение, подготовка трамвайной системы к запуску была заморожена, а строительные мощности были направлены на строительство троллейбуса.
Балластировка пути, ремонт прибывших вагонов и строительство депо осуществлены не были, а уже построенная линия была впоследствии разобрана.